# Lansing Stout
Lansing Stout (* 27. März 1828 in Watertown, Jefferson County, New York; † 4. März 1871 in Portland, Oregon) war ein US-amerikanischer Politiker. Zwischen 1859 und 1861 vertrat er den Bundesstaat Oregon im US-Repräsentantenhaus.

## Frühe Jahre und Aufstieg
Lansing Stout besuchte die öffentlichen Schulen seiner Heimat. Nach einem anschließenden Jurastudium und seiner Zulassung als Rechtsanwalt zog er im Jahr 1851 nach Kalifornien. Dort ließ er sich im Placer County als Rechtsanwalt nieder. Stout wurde Mitglied der Demokratischen Partei. Im Jahr 1855 war er Abgeordneter im Repräsentantenhaus von Kalifornien. 1857 zog Stout nach Portland im Oregon-Territorium. Auch dort arbeitete er als Rechtsanwalt. Allerdings führte er zusammen mit William H. Farrar eine Gemeinschaftspraxis. Im Jahr 1858 war Stout auch Bezirksrichter im Multnomah County.

## Kongressabgeordneter
Bei den Kongresswahlen des Jahres 1858 wurde Stout für den neuen Staat Oregon in das US-Repräsentantenhaus gewählt. Damit konnte er zwischen dem 4. März 1859 und dem 3. März 1861 eine Legislaturperiode im Kongress absolvieren. Er war damals der einzige Abgeordnete für Oregon: Erst ab 1893 wurde dem Staat ein zweiter Sitz zugestanden. Im Kongress war er Mitglied des Ausschusses zur Überwachung der Ausgaben des Außenministeriums und zur Überwachung der Aktivitäten der rebellierenden Staaten im Süden, die wenig später aus der Union austreten und die Konföderierten Staaten bilden sollten. Für die Wahlen des Jahres 1860 wurde Stout nach einem Streit innerhalb seiner Partei nicht mehr nominiert.
Nach seiner Zeit im Kongress arbeitete Stout wieder als Rechtsanwalt in Portland. Im Jahr 1868 wurde er in den Senat von Oregon gewählt, in dem er bis zu seinem Tod im Jahr 1871 verblieb. Lansing Stout war seit 1861 mit Susan Plowden verheiratet, mit der er zwei Söhne hatte.